# Callopistria cyanopera
Callopistria cyanopera là một loài bướm đêm trong họ Noctuidae.